# Józef Kuraś

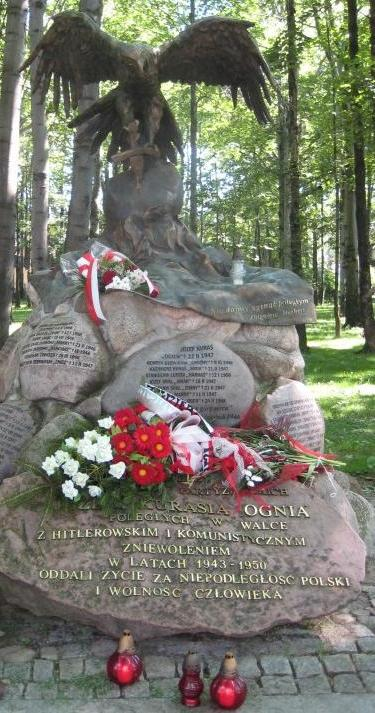
Đài tưởng niệm Kuraś ở Zakopane

Józef Kuraś, (23 tháng 10 năm 1915 - 22 tháng 2 năm 1947), biệt hiệu "Orzeł" (Đại bàng) và "Ogień" (Lửa); sinh ra ở Waksmund gần Nowy Targ. Ông từng là trung úy đứng trong hàng ngũ Quân đội Ba Lan tham gia vào cuộc tấn công Ba Lan năm 1939, và là thành viên ngầm của lực lượng Armia Krajowa và Bataliony Chłopskie vùng Podhale.Ngay sau khi Thế chiến II kết thúc, ông là một trong những người lãnh đạo cuộc kháng chiến chống chủ nghĩa cộng sản.
Kuraś qua đời vào ngày 22 tháng 2 năm 1947 tại Nowy Targ do vết thương tự gây ra khi bị các đơn vị cảnh sát bí mật Ba Lan phục kích tại Ostrowsko. Sau khi chủ nghĩa cộng sản sụp đổ ở Ba Lan, ông được dỡ bỏ án tội phạm chiến tranh do nhà nước cộng sản Ba Lan tuyên cáo. Năm 2006, tổng thống Ba Lan Lech Kaczyński xây dựng đài tưởng niệm chính thức tại Zakopane để ghi nhận và vinh danh những đóng góp và hy sinh của ông trong cuộc kháng chiến. Tuy nhiên, Kuraś vẫn là một nhân vật gây tranh cãi từ lúc Liên Xô tiếp quản Ba Lan.